# Catawba (Wisconsin)
Pour les articles homonymes, voir Catawba.
Catawba est un village du comté de Price, dans l'État du Wisconsin, aux États-Unis. En 2020, il comptait une population de 141 habitants.